# Scorpaena azorica
Scorpaena azorica behoort tot het geslacht Scorpaena van de familie van schorpioenvissen. Deze soort komt voor in het noordoosten van de Atlantische Oceaan en is enkel bekend van de Azoren. Zijn lengte bedraagt zo'n 9,8 cm.